# Palazzo Toaldi Capra
Palazzo Toaldi Capra è un palazzo storico di Schio, collocato lungo la centrale via Pasubio.

## Storia

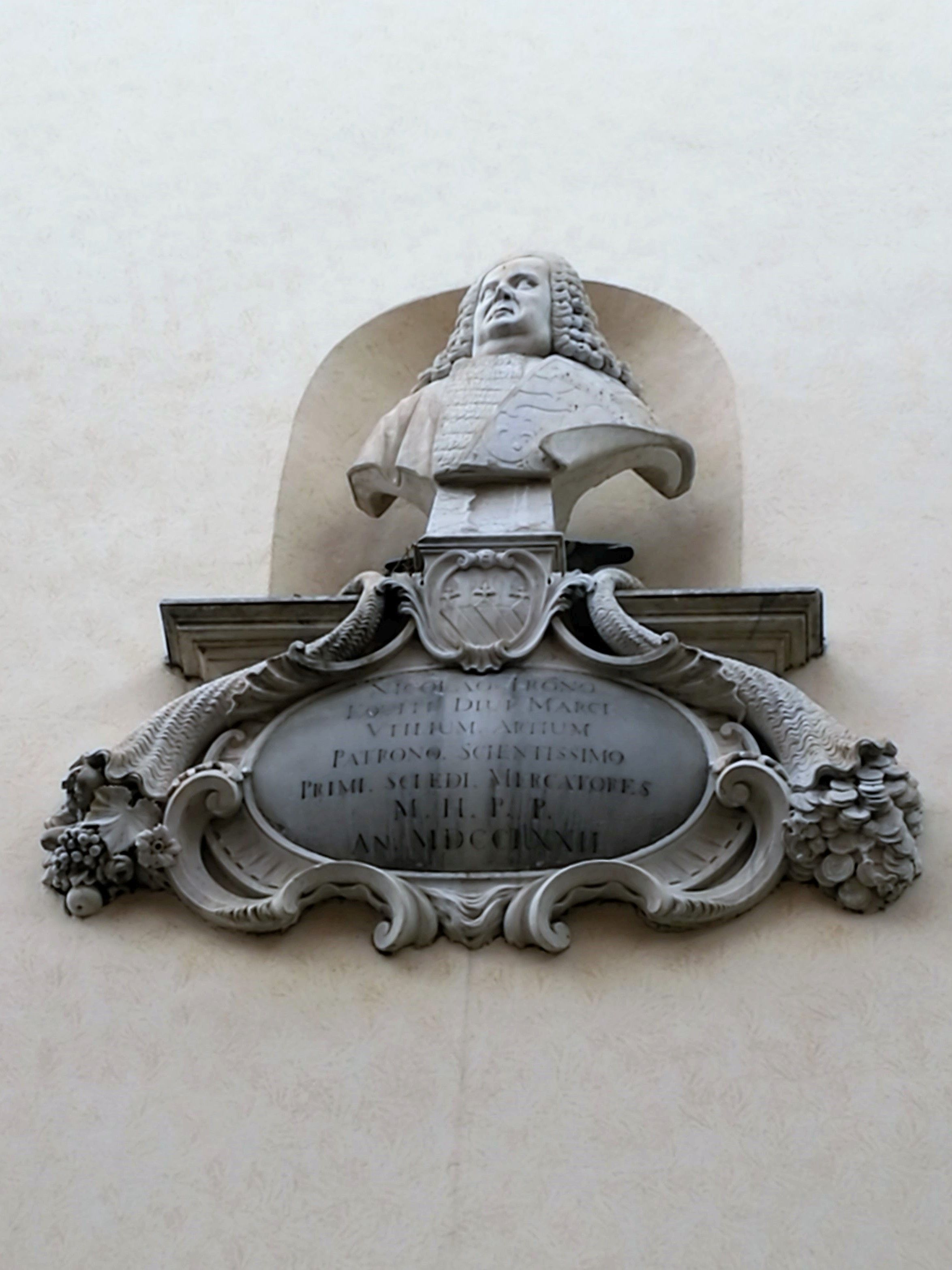
Busto di Nicolò Tron, scolpito da Pietro Danieletti, sulla facciata del palazzo

L'edificio ebbe origine nel corso del XIV secolo come dimora della veneziana famiglia da Pozzo (da cui l'antica denominazione del palazzo "ca' da Pozzo"), ma fu pesantemente modificato negli anni e secoli successivi, a causa dei vari cambi di proprietà e destinazioni d'uso, tanto che l'edificio attuale si può datare, come struttura generale, al XV secolo. Il palazzo restò ai da Pozzo almeno sino al 1512, passò successivamente alle famiglie Toaldi prima e Capra poi: verso la metà del Seicento risultava esser di proprietà di Giovan Battista Capra; quest'ultimo metterà in vendita la residenza nel 1668. Nella seconda metà del Settecento fu acquisito dal Comune di Schio, che lo destinò a nuova sede del Monte di Pietà cittadino, precedentemente ubicato presso la "loggia dei Battuti" di San Giacomo. In seguito ospitò la sede municipale fino al trasferimento a Palazzo Garbin del 1914. Durante il ventennio fascista fu sede della 44ª Legione Volontaria di Sicurezza Nazionale, e, verosimilmente, tutte le strutture legate all'attività del partito, fino al trasferimento delle stesse presso il villino Rossi, avvenuto nel 1936. Nel secondo dopoguerra divenne sede di istituti scolastici superiori; dopo un attento restauro conservativo eseguito nel 1980 è stato adibito a sede di mostre, conferenze, esposizioni. 
Fino agli anni ottanta, veniva comunemente denominato in maniera impropria palazzo Tron.

## Descrizione

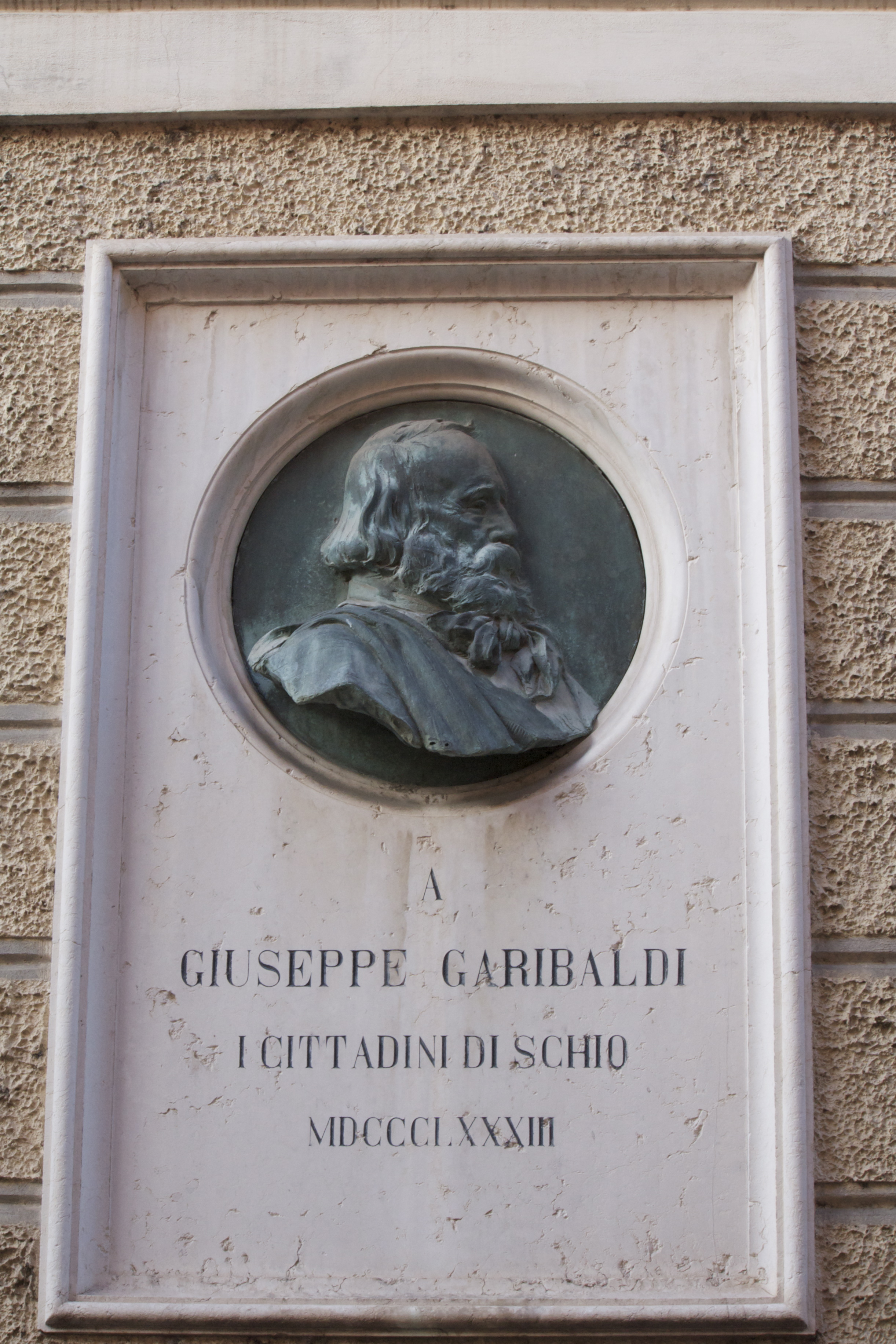
Il monumento a Garibaldi murato sulla facciata

All'esterno l'edificio è caratterizzato da una leggera asimmetria, che ne denuncia l'antica origine. La fascia al pianterreno presenta un intonaco grezzo decorato a bande orizzontali, i piani superiori presentano invece un intonaco liscio. La facciata è forata da numerose finestre rettangolari, monofore ai lati, bifore dotate di poggiolo nella parte centrale. Il portale d'ingresso è formato da un arco a tutto sesto in pietra. La facciata del palazzo presenta alcuni elementi decorativi: un busto marmoreo del 1772 di Nicolò Tron scolpito da Pietro Danieletti; un busto bronzeo inserito in una cornice marmorea dedicato a Giuseppe Garibaldi, opera di Carlo Lorenzetti del 1882, noto per esser il primo monumento dedicato a Garibaldi ad essere stato creato, realizzato immediatamente in seguito al suo decesso. Infine una lapide ricorda i caduti per l'unità d'Italia. La parte scoperta retrostante l'edificio in seguito ai restauri eseguiti negli anni ottanta è stata riadattata a piccola arena utilizzata per spettacoli di varia natura. 
L'interno dell'edificio presenta numerose stanze, una delle quali, ubicata al primo piano, è ornata con affreschi rinvenuti durante i lavori di restauro e raffiguranti scene dal Vangelo e databili al primo Quattrocento.